# Cyclophora radiata
Cyclophora radiata är en fjärilsart som beskrevs av Delahaye 1900. Cyclophora radiata ingår i släktet Cyclophora och familjen mätare. Inga underarter finns listade i Catalogue of Life.